# Cotati
Cotati (en anglais [koʊˈtɑːtiː]) est une municipalité américaine du comté de Sonoma, en Californie. Sa population était de 7 288 habitants en 2014.

## Démographie
| 1960  | 1970  | 1980  | 1990  | 2000  | 2010  |
| ----- | ----- | ----- | ----- | ----- | ----- |
| 1 852 | 1 368 | 3 346 | 5 714 | 6 471 | 7 265 |

## Source
- (en) Cet article est partiellement ou en totalité issu de l’article de Wikipédia en anglais intitulé « Cotati, California » (voir la liste des auteurs).